# 2020 aux Fidji
Cet article présente les faits marquants de l'année 2020 aux Fidji.

## Évènements
- 25 février : mort de Satya Nandan, né en 1936, ambassadeur des Fidji auprès de la Communauté économique européenne de 1976 à 1980, président du comité de rédaction de la Convention des Nations unies sur le droit de la mer, et premier secrétaire-général de l'Autorité internationale des fonds marins de 1996 à 2008[1].
- 21 avril : mort de Laisenia Qarase, né le 4 février 1941, Premier ministre de 2001 à 2006[2].